# Витково (Александровац)
Витково је насеље у Србији у општини Александровац у Расинском округу. Према попису из 2022. има 538 становника (према попису из 2011. било је 492 становника).
На подручју села се налази археолошки локалитет Винчанске културе, на лето 2019. је пронађена „Жупска венера”, виша од 30 цм.
Феликс Каниц је у књизи из 1868. оставио илустрацију среског капетана који суди двојици криваца у Виткову.
У овом месту су рођени архимандрит Јулијан Кнежевић и игуманија Михаила Кнежевић.

## Демографија
У насељу Витково живи 420 пунолетних становника, а просечна старост становништва износи 43,1 година (41,3 код мушкараца и 45,1 код жена). У насељу има 147 домаћинстава, а просечан број чланова по домаћинству је 3,32.
Ово насеље је великим делом насељено Србима (према попису из 2002. године).
|  |

| Демографија | Демографија | Демографија |
| Година      | Становника  | Становника  |
| ----------- | ----------- | ----------- |
| 1948.       | 481         |             |
| 1953.       | 535         |             |
| 1961.       | 565         |             |
| 1971.       | 514         |             |
| 1981.       | 493         |             |
| 1991.       | 565         | 554         |
| 2002.       | 488         | 508         |
| 2011.       | 492         |             |
| 2022.       | 538         |             |

| Етнички састав према попису из 2002.‍ | Етнички састав према попису из 2002.‍ | Етнички састав према попису из 2002.‍ | Етнички састав према попису из 2002.‍ | Етнички састав према попису из 2002.‍ |
| ------------------------------------ | ------------------------------------ | ------------------------------------ | ------------------------------------ | ------------------------------------ |
|                                      |                                      |                                      |                                      |                                      |
| Срби                                 | Срби                                 |                                      | 484                                  | 99,18%                               |
| Словенци                             | Словенци                             |                                      | 1                                    | 0,20%                                |
| Бугари                               | Бугари                               |                                      | 1                                    | 0,20%                                |
| Југословени                          | Југословени                          |                                      | 1                                    | 0,20%                                |
| регионално                           | регионално                           |                                      | 1                                    | 0,20%                                |

| Година пописа     | 1948. | 1953. | 1961. | 1971. | 1981. | 1991. | 2002. |
| ----------------- | ----- | ----- | ----- | ----- | ----- | ----- | ----- |
| Број домаћинстава | 76    | 87    | 96    | 108   | 115   | 139   | 147   |

| Број чланова      | 1  | 2  | 3  | 4  | 5  | 6  | 7 | 8 | 9 | 10 и више | Просек |
| ----------------- | -- | -- | -- | -- | -- | -- | - | - | - | --------- | ------ |
| Број домаћинстава | 26 | 24 | 29 | 37 | 17 | 10 | 0 | 3 | 0 | 1         | 3,32   |

| Пол    | Укупно | Неожењен/Неудата | Ожењен/Удата | Удовац/Удовица | Разведен/Разведена | Непознато |
| ------ | ------ | ---------------- | ------------ | -------------- | ------------------ | --------- |
| Мушки  | 227    | 71               | 138          | 14             | 4                  | 0         |
| Женски | 209    | 28               | 142          | 33             | 6                  | 0         |
| УКУПНО | 436    | 99               | 280          | 47             | 10                 | 0         |

| Пол    | Укупно                    | Пољопривреда, лов и шумарство | Рибарство                            | Вађење руде и камена | Прерађивачка индустрија       |
| ------ | ------------------------- | ----------------------------- | ------------------------------------ | -------------------- | ----------------------------- |
| Мушки  | 122                       | 43                            | 0                                    | 0                    | 44                            |
| Женски | 77                        | 25                            | 0                                    | 0                    | 24                            |
| УКУПНО | 199                       | 68                            | 0                                    | 0                    | 68                            |
| Пол    | Производња и снабдевање   | Грађевинарство                | Трговина                             | Хотели и ресторани   | Саобраћај, складиштење и везе |
| Мушки  | 0                         | 3                             | 7                                    | 1                    | 8                             |
| Женски | 0                         | 0                             | 8                                    | 4                    | 0                             |
| УКУПНО | 0                         | 3                             | 15                                   | 5                    | 8                             |
| Пол    | Финансијско посредовање   | Некретнине                    | Државна управа и одбрана             | Образовање           | Здравствени и социјални рад   |
| Мушки  | 1                         | 1                             | 3                                    | 0                    | 4                             |
| Женски | 1                         | 1                             | 2                                    | 5                    | 7                             |
| УКУПНО | 2                         | 2                             | 5                                    | 5                    | 11                            |
| Пол    | Остале услужне активности | Приватна домаћинства          | Екстериторијалне организације и тела | Непознато            | Непознато                     |
| Мушки  | 3                         | 0                             | 0                                    | 4                    | 4                             |
| Женски | 0                         | 0                             | 0                                    | 0                    | 0                             |
| УКУПНО | 3                         | 0                             | 0                                    | 4                    | 4                             |